# Куџо (филм)
Куџо (енгл. Cujo) је амерички природни хорор филм из 1983. године, редитеља Луиса Тига, рађен по истоименом роману Стивена Кинга. Главне улоге тумаче Ди Волас, Данијел Хју Кели и Дени Пинтауро. Радња прати мајку и сина, који се у свом поквареном ауту скривају од бернардинца зараженог беснилом.
Филм је премијерно приказан 12. августа 1983, у дистрибуцији продукцијске куће Ворнер брос. Зарадио је 21,2 милиона долара, што га чиним четвртим на листи комерцијално најуспешнијих хорор филмова 1983. године, иза филмова Ајкула 3, Психо 2 и Зона сумрака: Филм. Критике на рачун филма су биле веома помешане. Био је номинован за Награду Сатурн за најбољи хорор филм, коју је изгубио од још једне Кингове адаптације — Мртва зона. Такође, исте године објављена је и Кристина, још једна Кингова адаптација која је била номинована за ову награду.
Упркос томе што је стекао култни статус, филм никада није добио наставак или римејк.

## Радња
Куџо, дружељубиви бернардинац, постаје заражен беснилом када га уједе слепи миш. У међувремену, породица Трентон, коју чине Вик, његова жена Дона и њихов син Тед, одвозе кола на поправку код мајстора Џоа Камбера, који је Куџов власник. Док се деца играју са њим, Дона примећује рану од уједна на Куџовом носу, али је занемарује. Вик убрзо сазнаје да га Дона вара и одлази на пословно путовање, на ком ће размотрити опцију развода. Дона са Тедом поново одлази код аутомеханичара, међутим, Куџо је већ почео да показује знакове инфекције и убио свог власника...

## Улоге
| Глумац           | Улога               |
| ---------------- | ------------------- |
| Ди Волас         | Дона Трентон        |
| Дени Пинтауро    | Тед Трентон         |
| Данијел Хју Кели | Вик Трентон         |
| Кристофер Стоун  | Стив Кемп           |
| Ед Лотер         | Џо Камбер           |
| Кајулани Ли      | Черити Камбер       |
| Били Џејн        | Брет Камбер         |
| Милс Вотсон      | Гери Первје         |
| Џери Хардин      | Мејсен              |
| Сенди Ворд       | шериф Џорџ Банерман |
| Артур Розенберг  | Роџер Брејкстоун    |